# École Émile Cohl
De École Émile Cohl is een Frans instituut voor voortgezette kunstopleiding in Lyon, gericht op strips, animatie en illustratie. De school werd opgericht in 1984 door Philippe Rivière en werd genoemd naar de tekenfilmpionier Émile Cohl. Bekende Franse stripauteurs zoals Philippe Druillet, Emmanuel Lepage, Lax en Cyril Pedrosa hebben les gegeven aan deze school.